# Tresekundersregeln
Tresekundersregeln är ett hjälpmedel för en förare som kör bakom ett framförvarande fordon. Den går ut på att fordonet som framförs ska ligga tre sekunder bakom fordonet framför. Detta innebär att det tar tre sekunder att ta sig från befintlig plats, till platsen där fordonet framför var lokaliserad då man började räkna tiden.
Regelns syfte är att minska olyckor och irritation. Diskussioner har förts om att den bör vara en trafikregel.
Regeln tillämpas framförallt vid motorfordonstrafik under körning på landsvägar, motorvägar och andra trafikleder men är viktig även på stadsgator och mindre vägar, samt tillämpas ofta av cyklister på tättrafikerade cykelbanor. 